# Nassaulaan 28-30 (Baarn)
De dubbele woning Nassaulaan 28-30 is een gemeentelijk monument aan de Nassaulaan in de Transvaalwijk van Baarn in de provincie Utrecht.
Evenals dit pand zijn ook de panden aan de Nassaulaan 10, 32 en 34 ontwerpen van architect Jac. G. Veldhuizen. De huizen aan de Steynlaan 1-3 (1908) hebben hetzelfde ontwerp. Het huis werd in 1910 gebouwd voor K. Koudenberg.
De topgevel in het midden springt enigszins naar voren en heeft onderaan een rondboogportiek. Boven de portiek is een balkon met gemetselde balustrade. In de punt van de topgevel zitten balkondeuren en een venster. Het pand heeft aan weerszijden een serre.

## Verbouwing
Bij nummer 28 werd in 1913 een kamer bijgebouwd en van nummer 30 werd de veranda in een kamer veranderd.